# Брудершафт
Пить на брудерша́фт (нем. Brüderschaft trinken, от Brüderschaft — «братство») — закреплять дружбу особым застольным обрядом, по которому два или более его члена одновременно выпивают содержимое своих рюмок (например, вино) с переплетёнными в локтях руками, после чего целуются по собственному желанию. Во время процесса возлияния положено смотреть друг другу в глаза. С этого момента участники считаются добрыми приятелями и должны обращаться друг к другу на «ты». Ритуал происходит из средневековой Европы, когда подобный обряд служил доказательством добрых намерений собравшихся за столом.
Также встречается выражение «мы с вами на брудершафт не пили», означающее, что лицо, произносящее данную фразу, считает, что общение с собеседником приняло слишком неформальную (развязную, нахальную, вульгарную) форму, и прямо (на грани оскорбления) предлагает перейти к более официальному тону.